# Aralu
Aralu, na mitologia babilônica, era como se chamavam os infernos.